# Порция (дочь Катона Утического)
Порция Катона (лат. Porcia Catonis; умерла в 43 или 42 году до н. э.) — древнеримская матрона, дочь Марка Порция Катона Младшего, который возглавлял на закате Римской республики консервативную часть сената. По одной из версий античной традиции, к Порции сватался Гней Помпей Великий, но потерпел неудачу. Первым браком Порция была замужем за Марком Кальпурнием Бибулом, неизменным коллегой и одним из самых непримиримых врагов Гая Юлия Цезаря. После его гибели во время гражданской войны Порция стала женой своего двоюродного брата Марка Юния Брута, вошедшего в историю как один из убийц Цезаря. Порция знала о заговоре и, возможно, даже подтолкнула мужа к участию в нём. Она покончила с собой, проглотив раскалённые угли, когда узнала о гибели Брута при Филиппах (по другой версии, это произошло раньше). В античной литературе Порция стала символом мужества и староримских идеалов.

## Биография

### Происхождение и ранние годы
Порция принадлежала к плебейскому роду, представители которого занимали курульные должности с первых годов II века до н. э., и была праправнучкой знаменитого Катона Цензора. Её отец, известный после смерти как Катон Утический, возглавлял наиболее консервативную часть сената. Порция родилась от его первого брака с Атилией. У неё был брат, а возможно, и сестра; при этом неизвестно, кто из них родился раньше. Около 63 года до н. э. Катон дал жене развод из-за её скандального поведения (подробности остаются неясными), а позже женился на Марции. Последняя родила ему по крайней мере троих детей, в том числе двоих сыновей и дочь.
Дата рождения Порции неизвестна. Существует предположение, что это 80 или 79 год до н. э.; в этом случае Порция была уже немолода, когда вступала во второй брак (45 год до н. э.). При этом Плутарх поместил рассказ о женитьбе Катона на Атилии перед описанием его военной службы во время Спартаковой войны. Исходя из этих данных, первый брак Катона датируется 73 годом до н. э., и Порция должна была появиться на свет вскоре после этой даты.
Согласно некоторым источникам Плутарха, в 61 году до н. э. Гней Помпей Великий, только что вернувшийся с Востока и остро нуждавшийся в политических союзниках, попросил у Катона одну из его дочерей в жёны для себя, а вторую — для своего сына (по другой версии, речь шла не о дочерях, а о племянницах Марка Порция). Но Катон отказал Помпею, из-за чего «женщины были очень огорчены».
|                         |                         |                         |                         | Салония (2-я жена)      | Салония (2-я жена)      | Салония (2-я жена) | Салония (2-я жена) | Салония (2-я жена)                   | Салония (2-я жена)                   |                                      |                                      | Марк Порций Катон Старший            | Марк Порций Катон Старший            | Марк Порций Катон Старший | Марк Порций Катон Старший | Марк Порций Катон Старший | Марк Порций Катон Старший |               |               |                                  |                                  |                                  |                                  |                                  |                                  |                          |                          |                                 |                                 |                                 |                                 |                                 |                                 |  |  |                            |                            |                            |                            |                            |                            |
|                         |                         |                         |                         | Салония (2-я жена)      | Салония (2-я жена)      | Салония (2-я жена) | Салония (2-я жена) | Салония (2-я жена)                   | Салония (2-я жена)                   |                                      |                                      | Марк Порций Катон Старший            | Марк Порций Катон Старший            | Марк Порций Катон Старший | Марк Порций Катон Старший | Марк Порций Катон Старший | Марк Порций Катон Старший |               |               |                                  |                                  |                                  |                                  |                                  |                                  |                          |                          |                                 |                                 |                                 |                                 |                                 |                                 |  |  |                            |                            |                            |                            |                            |                            |
|                         |                         |                         |                         |                         |                         |                    |                    |                                      |                                      |                                      |                                      |                                      |                                      |                           |                           |                           |                           |               |               |                                  |                                  |                                  |                                  |                                  |                                  |                          |                          |                                 |                                 |                                 |                                 |                                 |                                 |  |  |                            |                            |                            |                            |                            |                            |
|                         |                         |                         |                         |                         |                         |                    |                    | Марк Порций Катон Салониан           |                                      |                                      |                                      |                                      |                                      |                           |                           |                           |                           |               |               |                                  |                                  |                                  |                                  |                                  |                                  |                          |                          |                                 |                                 |                                 |                                 |                                 |                                 |  |  |                            |                            |                            |                            |                            |                            |
|                         |                         |                         |                         |                         |                         |                    |                    |                                      |                                      |                                      |                                      |                                      |                                      |                           |                           |                           |                           |               |               |                                  |                                  |                                  |                                  |                                  |                                  |                          |                          |                                 |                                 |                                 |                                 |                                 |                                 |  |  |                            |                            |                            |                            |                            |                            |
|                         |                         |                         |                         |                         |                         |                    |                    | Марк Порций Катон Салониан (2-й муж) | Марк Порций Катон Салониан (2-й муж) | Марк Порций Катон Салониан (2-й муж) | Марк Порций Катон Салониан (2-й муж) | Марк Порций Катон Салониан (2-й муж) | Марк Порций Катон Салониан (2-й муж) |                           |                           |                           |                           | Ливия Друза   | Ливия Друза   | Ливия Друза                      | Ливия Друза                      | Ливия Друза                      | Ливия Друза                      |                                  |                                  |                          |                          | Квинт Сервилий Цепион (1-й муж) | Квинт Сервилий Цепион (1-й муж) | Квинт Сервилий Цепион (1-й муж) | Квинт Сервилий Цепион (1-й муж) | Квинт Сервилий Цепион (1-й муж) | Квинт Сервилий Цепион (1-й муж) |  |  |                            |                            |                            |                            |                            |                            |
|                         |                         |                         |                         |                         |                         |                    |                    | Марк Порций Катон Салониан (2-й муж) | Марк Порций Катон Салониан (2-й муж) | Марк Порций Катон Салониан (2-й муж) | Марк Порций Катон Салониан (2-й муж) | Марк Порций Катон Салониан (2-й муж) | Марк Порций Катон Салониан (2-й муж) |                           |                           |                           |                           | Ливия Друза   | Ливия Друза   | Ливия Друза                      | Ливия Друза                      | Ливия Друза                      | Ливия Друза                      |                                  |                                  |                          |                          | Квинт Сервилий Цепион (1-й муж) | Квинт Сервилий Цепион (1-й муж) | Квинт Сервилий Цепион (1-й муж) | Квинт Сервилий Цепион (1-й муж) | Квинт Сервилий Цепион (1-й муж) | Квинт Сервилий Цепион (1-й муж) |  |  |                            |                            |                            |                            |                            |                            |
|                         |                         |                         |                         |                         |                         |                    |                    |                                      |                                      |                                      |                                      |                                      |                                      |                           |                           |                           |                           |               |               |                                  |                                  |                                  |                                  |                                  |                                  |                          |                          |                                 |                                 |                                 |                                 |                                 |                                 |  |  |                            |                            |                            |                            |                            |                            |
|                         |                         |                         |                         |                         |                         |                    |                    |                                      |                                      |                                      |                                      |                                      |                                      |                           |                           |                           |                           |               |               |                                  |                                  |                                  |                                  |                                  |                                  |                          |                          |                                 |                                 |                                 |                                 |                                 |                                 |  |  |                            |                            |                            |                            |                            |                            |
| Луций Домиций Агенобарб | Луций Домиций Агенобарб | Луций Домиций Агенобарб | Луций Домиций Агенобарб | Луций Домиций Агенобарб | Луций Домиций Агенобарб |                    |                    | Порция Катона                        | Порция Катона                        | Порция Катона                        | Порция Катона                        | Порция Катона                        | Порция Катона                        |                           |                           |                           |                           |               |               |                                  |                                  |                                  |                                  |                                  |                                  |                          |                          | Сервилия Младшая                | Сервилия Младшая                | Сервилия Младшая                | Сервилия Младшая                | Сервилия Младшая                | Сервилия Младшая                |  |  | Луций Лициний Лукулл       | Луций Лициний Лукулл       | Луций Лициний Лукулл       | Луций Лициний Лукулл       | Луций Лициний Лукулл       | Луций Лициний Лукулл       |
| Луций Домиций Агенобарб | Луций Домиций Агенобарб | Луций Домиций Агенобарб | Луций Домиций Агенобарб | Луций Домиций Агенобарб | Луций Домиций Агенобарб |                    |                    | Порция Катона                        | Порция Катона                        | Порция Катона                        | Порция Катона                        | Порция Катона                        | Порция Катона                        |                           |                           |                           |                           |               |               |                                  |                                  |                                  |                                  |                                  |                                  |                          |                          | Сервилия Младшая                | Сервилия Младшая                | Сервилия Младшая                | Сервилия Младшая                | Сервилия Младшая                | Сервилия Младшая                |  |  | Луций Лициний Лукулл       | Луций Лициний Лукулл       | Луций Лициний Лукулл       | Луций Лициний Лукулл       | Луций Лициний Лукулл       | Луций Лициний Лукулл       |
|                         |                         |                         |                         |                         |                         |                    |                    |                                      |                                      |                                      |                                      |                                      |                                      |                           |                           |                           |                           |               |               |                                  |                                  |                                  |                                  |                                  |                                  |                          |                          |                                 |                                 |                                 |                                 |                                 |                                 |  |  |                            |                            |                            |                            |                            |                            |
|                         |                         |                         |                         |                         |                         |                    |                    |                                      |                                      |                                      |                                      |                                      |                                      |                           |                           |                           |                           |               |               |                                  |                                  |                                  |                                  |                                  |                                  |                          |                          |                                 |                                 |                                 |                                 |                                 |                                 |  |  |                            |                            |                            |                            |                            |                            |
|                         |                         |                         |                         | Марция (2-я жена)       | Марция (2-я жена)       | Марция (2-я жена)  | Марция (2-я жена)  | Марция (2-я жена)                    | Марция (2-я жена)                    |                                      |                                      | Марк Порций Катон Младший            | Марк Порций Катон Младший            | Марк Порций Катон Младший | Марк Порций Катон Младший | Марк Порций Катон Младший | Марк Порций Катон Младший |               |               | Атилия (1-я жена)                | Атилия (1-я жена)                | Атилия (1-я жена)                | Атилия (1-я жена)                | Атилия (1-я жена)                | Атилия (1-я жена)                |                          |                          | Квинт Сервилий Цепион           | Квинт Сервилий Цепион           | Квинт Сервилий Цепион           | Квинт Сервилий Цепион           | Квинт Сервилий Цепион           | Квинт Сервилий Цепион           |  |  |                            |                            |                            |                            |                            |                            |
|                         |                         |                         |                         | Марция (2-я жена)       | Марция (2-я жена)       | Марция (2-я жена)  | Марция (2-я жена)  | Марция (2-я жена)                    | Марция (2-я жена)                    |                                      |                                      | Марк Порций Катон Младший            | Марк Порций Катон Младший            | Марк Порций Катон Младший | Марк Порций Катон Младший | Марк Порций Катон Младший | Марк Порций Катон Младший |               |               | Атилия (1-я жена)                | Атилия (1-я жена)                | Атилия (1-я жена)                | Атилия (1-я жена)                | Атилия (1-я жена)                | Атилия (1-я жена)                |                          |                          | Квинт Сервилий Цепион           | Квинт Сервилий Цепион           | Квинт Сервилий Цепион           | Квинт Сервилий Цепион           | Квинт Сервилий Цепион           | Квинт Сервилий Цепион           |  |  |                            |                            |                            |                            |                            |                            |
|                         |                         |                         |                         |                         |                         |                    |                    |                                      |                                      |                                      |                                      |                                      |                                      |                           |                           |                           |                           |               |               |                                  |                                  |                                  |                                  |                                  |                                  |                          |                          |                                 |                                 |                                 |                                 |                                 |                                 |  |  |                            |                            |                            |                            |                            |                            |
|                         |                         |                         |                         |                         |                         |                    |                    |                                      |                                      |                                      |                                      |                                      |                                      |                           |                           |                           |                           |               |               |                                  |                                  |                                  |                                  |                                  |                                  |                          |                          |                                 |                                 |                                 |                                 |                                 |                                 |  |  |                            |                            |                            |                            |                            |                            |
|                         |                         |                         |                         |                         |                         |                    |                    |                                      |                                      |                                      |                                      | Марк Порций Катон                    | Марк Порций Катон                    | Марк Порций Катон         | Марк Порций Катон         | Марк Порций Катон         | Марк Порций Катон         |               |               | Марк Юний Брут Старший (1-й муж) | Марк Юний Брут Старший (1-й муж) | Марк Юний Брут Старший (1-й муж) | Марк Юний Брут Старший (1-й муж) | Марк Юний Брут Старший (1-й муж) | Марк Юний Брут Старший (1-й муж) |                          |                          | Сервилия Старшая                | Сервилия Старшая                | Сервилия Старшая                | Сервилия Старшая                | Сервилия Старшая                | Сервилия Старшая                |  |  | Децим Юний Силан (2-й муж) | Децим Юний Силан (2-й муж) | Децим Юний Силан (2-й муж) | Децим Юний Силан (2-й муж) | Децим Юний Силан (2-й муж) | Децим Юний Силан (2-й муж) |
|                         |                         |                         |                         |                         |                         |                    |                    |                                      |                                      |                                      |                                      | Марк Порций Катон                    | Марк Порций Катон                    | Марк Порций Катон         | Марк Порций Катон         | Марк Порций Катон         | Марк Порций Катон         |               |               | Марк Юний Брут Старший (1-й муж) | Марк Юний Брут Старший (1-й муж) | Марк Юний Брут Старший (1-й муж) | Марк Юний Брут Старший (1-й муж) | Марк Юний Брут Старший (1-й муж) | Марк Юний Брут Старший (1-й муж) |                          |                          | Сервилия Старшая                | Сервилия Старшая                | Сервилия Старшая                | Сервилия Старшая                | Сервилия Старшая                | Сервилия Старшая                |  |  | Децим Юний Силан (2-й муж) | Децим Юний Силан (2-й муж) | Децим Юний Силан (2-й муж) | Децим Юний Силан (2-й муж) | Децим Юний Силан (2-й муж) | Децим Юний Силан (2-й муж) |
|                         |                         |                         |                         |                         |                         |                    |                    |                                      |                                      |                                      |                                      |                                      |                                      |                           |                           |                           |                           |               |               |                                  |                                  |                                  |                                  |                                  |                                  |                          |                          |                                 |                                 |                                 |                                 |                                 |                                 |  |  |                            |                            |                            |                            |                            |                            |
|                         |                         |                         |                         |                         |                         |                    |                    | Марк Кальпурний Бибул (1-й муж)      | Марк Кальпурний Бибул (1-й муж)      | Марк Кальпурний Бибул (1-й муж)      | Марк Кальпурний Бибул (1-й муж)      | Марк Кальпурний Бибул (1-й муж)      | Марк Кальпурний Бибул (1-й муж)      |                           |                           | Порция Катона             | Порция Катона             | Порция Катона | Порция Катона | Порция Катона                    | Порция Катона                    |                                  |                                  | Марк Юний Брут (2-й муж)         | Марк Юний Брут (2-й муж)         | Марк Юний Брут (2-й муж) | Марк Юний Брут (2-й муж) | Марк Юний Брут (2-й муж)        | Марк Юний Брут (2-й муж)        |                                 |                                 |                                 |                                 |  |  |                            |                            |                            |                            |                            |                            |
|                         |                         |                         |                         |                         |                         |                    |                    | Марк Кальпурний Бибул (1-й муж)      | Марк Кальпурний Бибул (1-й муж)      | Марк Кальпурний Бибул (1-й муж)      | Марк Кальпурний Бибул (1-й муж)      | Марк Кальпурний Бибул (1-й муж)      | Марк Кальпурний Бибул (1-й муж)      |                           |                           | Порция Катона             | Порция Катона             | Порция Катона | Порция Катона | Порция Катона                    | Порция Катона                    |                                  |                                  | Марк Юний Брут (2-й муж)         | Марк Юний Брут (2-й муж)         | Марк Юний Брут (2-й муж) | Марк Юний Брут (2-й муж) | Марк Юний Брут (2-й муж)        | Марк Юний Брут (2-й муж)        |                                 |                                 |                                 |                                 |  |  |                            |                            |                            |                            |                            |                            |

### Первый брак
В 59 или 58 году до н. э. Катон выдал дочь за Марка Кальпурния Бибула — одного из самых убеждённых своих союзников, разделившего ряд магистратур с Цезарем и питавшего горячую ненависть к своему вечному коллеге. Возможно, брак был заключён во время предвыборной кампании 60 года до н. э., когда Катон поддерживал Бибула в качестве кандидата в консулы в пику всё тому же Цезарю. В историографии встречается и другие даты — 64 или даже 66/65 год до н. э..
Марк Кальпурний был примерно на семь лет старше отца своей жены, но в их политическом сотрудничестве находился на вторых ролях; вероятно, это повлияло и на отношения внутри новой семьи: «над супружеской парой по-прежнему властвовал Катон». Порция родила от Бибула по крайней мере двоих детей, но к 45 году до н. э. оставался уже только один — маленький сын.
Уже когда Порция была замужем, известный оратор Квинт Гортензий Гортал пытался уговорить её отца, чтобы тот передал дочь ему в жёны (56 год до н. э.). Позже выяснилось, что в действительности Квинт Гортензий хотел жениться на супруге самого Катона Марции; её он и получил.
С самого начала войны между Цезарем и Помпеем (49 год до н. э.) и муж, и отец Порции сражались на стороне последнего. Оба они последовали за Помпеем на Балканы. Бибул, командуя флотом, потерпел поражение и покончил с собой с помощью голода и «ночных бдений» или умер от эмоциональных и физических лишений в начале 48 года до н. э., а в 46 году в Африке после битвы при Тапсе погиб и отец Порции. Но её брат всё же был помилован Цезарем.

### Второй брак
После примерно трёх лет вдовства Порция во второй раз вышла замуж — за своего двоюродного брата Марка Юния Брута, который позже вошёл в историю как убийца Цезаря. Т. Бобровникова пишет, что Брут втайне любил свою кузину ещё во времена её первого брака, но при этом не приводит ссылки на источники. С другой стороны, женитьба Брута на дочери и вдове двух самых последовательных и непримиримых врагов Цезаря могла стать определённого рода политической акцией, укрепившей авторитет Марка Юния.
Вернувшись в Рим по окончании своего наместничества в Цизальпийской Галлии, Марк Юний дал развод своей первой жене Клавдии и вскоре женился на кузине вопреки протестам матери, единоутробной сестры Катона, и несмотря на неодобрение этой инициативы обществом (предположительно во второй половине 45 года до н. э.).
Порция очень любила мужа. Согласно Плутарху, когда Брут стал участником заговора против Цезаря, она догадалась, что у её супруга появились какие-то заботы, о которых он не хочет ей рассказывать. Чтобы доказать Марку Юнию, что она сможет делить с ним эту тайну, Порция нанесла себе серьёзную и болезненную рану ножом в бедро. Тогда Брут ей всё рассказал. Тем не менее возможно, что сама идея убийства диктатора возникла под влиянием Порции, которая одним своим присутствием напоминала мужу «о Катоне и строгом голосе долга».
В день, на который было назначено убийство Цезаря (15 марта 44 года до н. э.), только Порция знала, что Брут ушёл из дома, подпоясавшись кинжалом. Напряжённое ожидание известий довело Порцию, остававшуюся дома, до нервного припадка, так что она потеряла сознание, и Бруту, вместе с прочими ждавшему прихода Цезаря в курию, сообщили, что его жена умирает. Но он всё же не пошёл домой и довёл дело до конца.
Когда Цезарь был убит, Бруту, не получившему должной поддержки, пришлось покинуть Рим. Порция последовала за ним в Антий (вместе с его матерью и сестрой). Здесь она присутствовала при встрече Марка Юния с Цицероном, на которой обсуждались дальнейшие планы республиканцев (присутствие на этом совещании женщин, включая Порцию, называют признаком разрушения патриархальной римской семьи). Поскольку Брут решил отправиться на Восток, в Азию или в Македонию, Порция проводила его через Луканию до Элеи, откуда он уплыл на Балканы (конец августа 44 года до н. э.). Порция же вернулась в Рим. Согласно Плутарху, она очень сдержанно вела себя перед расставанием с мужем (позже выяснилось, что расстались они навсегда), и только случайно увиденная картина, изображавшая прощание Андромахи с Гектором, заставила её заплакать.

### Гибель
О времени и обстоятельствах смерти Порции источники сообщают по-разному. Из письма, отправленного Брутом Аттику в середине мая 43 года до н. э., следует, что адресата заботило здоровье Порции, и что на это были какие-то причины («Что здоровье моей Порции тебя заботит, не удивляюсь»). Приблизительно 8 июня 43 года датируется письмо к Бруту Цицерона с соболезнованиями в связи с утратой того, «подобного чему не было на земле». При этом автор письма проводит аналогию со смертью своей дочери. Здесь может иметься в виду смерть жены Марка Юния.
В современных научных работах можно встретить безапелляционные утверждения о том, что Порция покончила с собой или умерла от болезни при жизни мужа; причинами и в том, и в другом случае называют отчаяние из-за развития политической ситуации в Италии и поражений республиканцев.
По другим данным, Порция пережила мужа: узнав о битве при Филиппах, где Брут был окончательно разбит и покончил с собой, она, лишённая оружия из-за предусмотрительности своих родных, схватила с жаровни горячие угли и проглотила их. Плутарх слышал о письме Брута к друзьям, где тот «обвиняет их и скорбит о Порции, которую они, по его словам, забыли и бросили, так что, захворав, она предпочла расстаться с жизнью», и попытался в биографии Брута примирить друг с другом обе версии: он предположил, что философ Николай, первым написавший о смерти Порции после сражения при Филиппах, верно изложил все обстоятельства, но запутался в хронологии. Таким образом, самоубийство Порции могло произойти в середине 43 года до н. э.. Существует предположение, что рассказ о самоубийстве Порции после поражения республиканцев — фальсификация, целью которой было создать образ истинной дочери Катона, верной староримским идеалам (обстоятельства смерти Порции могли быть вымышлены для проведения прямых аналогий со смертью Катона).
В законченном виде этот образ описал Валерий Максим:

Твой самый чистый огонь, Порция, дочь Марка Катона, во все времена будет вызывать заслуженное восхищение. Когда ты узнала, что твой муж Брут разбит при Филиппах и погиб, ты не колеблясь заглотала горящие угли, поскольку тебе не дали воспользоваться клинком. Ты ушла из жизни, как твой отец, но сделала это по-женски. И я не знаю, кто поступил храбрее: Катон ли, проверенным способом умертвивший себя, или ты, пойдя новым путём.
— Валерий Максим. Достопамятные деяния и изречения. IV, 6, 5..

### Потомки
Источники сообщают о двух детях Порции от первого брака. В связи с событиями 45 года до н. э., когда после смерти Бибула прошло уже несколько лет, упоминается только сын, бывший тогда маленьким мальчиком, который позже написал «небольшую книгу воспоминаний» о Бруте. Эта книга сохранилась до времён Плутарха. Некоторые исследователи отождествляют мемуариста Бибула с Луцием Кальпурнием Бибулом, сражавшемся при Филиппах на стороне своего гипотетического отчима. Некоторые считают, что Луций родился от первого брака Марка Кальпурния, оставшегося неупомянутым в источниках; в этом случае сына Порции могли звать Гаем — в честь деда по отцу.
Возможно, дочерью Порции была Кальпурния, которая около 40 года до н. э. стала женой Марка Валерия Мессалы Корвина и матерью Марка Валерия Мессалы Мессалина. Но это могла быть также дочь Бибула от первой жены или даже представительница семейства Пизонов.
Предположение о том, что именно Порция была матерью ещё двух сыновей Бибула, погибших в Египте во время наместничества их отца в Сирии, учёные называют неправдоподобным из-за нестыковок в хронологии.

## Образ в искусстве
Порция — персонаж оперы Франческо Бьянки «Смерть Цезаря» (1788 год).

### В литературе
Порция стала одной из героинь De mulieribus claris Боккаччо.
Порция действует в трагедии Уильяма Шекспира «Юлий Цезарь». Здесь она — один из двух персонажей-женщин (наряду с Кальпурнией). Порция дважды появляется на сцене, и в четвёртом акте, ещё до битвы при Филиппах, Брут узнаёт о её самоубийстве. В пьесе «Венецианский купец» Шекспир создал образ девушки по имени Порция, которую один из героев уже в первой сцене сравнивает с женой Брута.
Французский драматург XVI века Робер Гарнье изобразил Порцию в одноимённой трагедии, которая заканчивается самоубийством главной героини, узнавшей о гибели мужа. Английский поэт XIX века Томас Купер упоминает Порцию в своей поэме «Чистилище самоубийц». Торнтон Уайлдер сделал Порцию одним из персонажей романа «Мартовские иды».
Порция появляется в ряде исторических романов Колин Маккалоу: в «Женщинах Цезаря» она ребёнок, в книге «По воле судьбы» — подросток, в «Октябрьском коне» — взрослая женщина. Здесь она изображена как человек, психически нездоровый. Брут накануне битвы при Филиппах получает от своей матери известие, что Порция окончательно сошла с ума и покончила с собой, проглотив раскалённые угли, но подозревает, что в действительности Сервилия убила свою невестку.

### В кино
Порция стала героиней ряда фильмов о Юлии Цезаре:
- фильм 1950 года — Порцию играет Мэри Сефтон Дарр[65];
- фильм 1953 года — Дебора Керр[66];
- фильм 1970 года — Дайана Ригг[67];
- телефильм 1979 года — Вирджиния Маккенна[68];
- фильм 2002 года — Кейт Стивенсон-Пейн[69];
- фильм 2010 года — Марчи Адильман[70].